# Крепость Нещерда
Крепость Нещерда — оборонительное сооружение на мысе озера Нещердо, возведенное по приказу Ивана Грозного в 1563 году русскими войсками после захвата Полоцкого воеводства.
13 декабря 1579 году полоцкий воевода Иван Дорогостайский захватил и сжёг крепость, в которой упорно оборонялись и погибли около 2000 человек. Местность, где стоял замок, имеет название Городок. На этом месте находится большой курган — Княжеская могила.